# 村田町
村田町（日语：／ Murata machi */?）是位於日本宮城縣南部的町，隸屬於柴田郡。轄區地處藏王連峰東側，荒川流經城鎮中心並往南流。村田町在明治時代作為宮城縣南部的交通要衝和商業活動中心地而發展。現今當地在對外通勤與就學上相當依賴北邊的仙台市。

## 地理
轄區地處藏王連峰東側，其周圍被海拔200公尺座右的丘陵包圍。白石川的支流荒川流經町内，並在南邊和新川與沼田川注入白石川。當地的城鎮中心則坐落在村田盆地的北端。

### 氣候
根據統計，2023年村田町的年均溫為15℃，年降雨量為1046毫米，年日照時數則為2181.7小時。當地氣候較為溫暖，降雨和降雪量皆較少。

## 歷史
村田町自舊石器時代便有人類居住，境內也發掘出繩紋時代和彌生時代的遺跡。而根據統計，當地共有約120座古墳。其中位於南部關場地區的愛宕山古墳發掘出宮城縣內規模第三大，全長90公尺的前方後圓墳。而奈良和平安時代的北澤遺跡和梅久保遺跡則發掘出竪穴式住居的遺跡。
「村田」此一地名源自於嘉吉年間（1441年至1444年）。當時下野國小山氏的小山九郎業朝在結城合戰中戰敗。小山九郎業朝逃至陸奧國後在當地興建村田城館，並自稱為村田氏。永祿8年（1565年），村田氏第6代當主村田近重因沒有男性子嗣，而將家主之位傳給伊達氏第14代當主，即伊達稙宗的九男伊達宗殖。天正19年（1591年），宇和島藩初代藩主伊達秀宗在村田館出生。慶長8年（1603年）至慶長15年（1610年），伊達政宗將村田館賜給石川昭光作為其隱居之地。貞享元年（1684年），芝多常春獲封村田地區，此後芝多氏統治當地至幕末時期。
江戶時代後期，村田地區因與上方的京都、大阪、江戶等地進行紅花貿易而成為紅花的集散地。明治時期，村田地區成為絲的集散地，並作為宮城縣南部的交通要衝和商業活動中心據點而相當繁榮。位於市中心的街區因保留著當時的房屋與街道樣貌，而於近代被指定為重要傳統的建造物群保存地區。
明治22年（1889年），日本實施町村制，並在境內設置村田村、沼邊村與富岡村。明治28年（1895年），村田村改制成村田町。昭和30年（1955年），沼邊村和富岡村的菅生地區併入村田町。昭和35年（1960年），川崎町的櫛挽和道海地區併入村田町，形成現今的村田町。
2011年3月11日的東日本大震災在村田町引發震度5強的地震，並造成9戶房屋全毀和115戶房屋半毀。

## 行政
現任町長大沼克巳於2023年8月在選舉中成功連任，其任期將持續至2027年8月。

## 經濟
根據日本2005年的國勢調查統計，村田町的就業人口中約9.9%從事第一級產業，36.3%的就業人口從事第二級產業，其餘的53.8%則從事第三級產業。當地的農業以生產稻米、蔬菜、食用牛等農產品為主。

## 教育
村田町内共有2所小學校和2所中學校。根據2022年的統計，境內的小學校共有445名學生，中學校則共有265名學生。

## 交通
東北自動車道與山形自動車道皆通過村田町，為當地的重要道路。其中村田系統交流道是上述2條自動車道的交會處，東北自動車道則在中部設置村田交流道。

## 姐妹城市
村田町與以下日本行政區為友好姐妹城市:
| 市町村 | 都道府縣 | 締結日期      |
| ------ | -------- | ------------- |
| 多可町 | 兵庫縣   | 2015年11月2日 |

村田町與以下國外行政區為友好姐妹城市:
| 國家 | 城市               | 締結日期 |
| ---- | ------------------ | -------- |
| 英国 | 弗林特郡（威爾斯） | 1989年   |